# 明谷梅林
明谷梅林（あかたにばいりん）は、徳島県阿南市長生町にある梅林。
このような景色が楽しめる。

## 概要
徳島県下では最も大規模な梅の名所で、約5万m2の敷地に鴬宿梅や白色の淋州梅、古城梅、南光梅など約2000本の梅の花で覆いつくされている。
見頃は毎年2月の上旬から3月中旬まで開催される「明谷梅林まつり」の頃で、初日にはもち投げや梅の種とばし大会などが開催される。※2021年はテープカットや餅投げ、梅の種とばし等のイベントは開催中止。
開園期間：2021年2月13日（土曜日）～3月15日（月曜日）
9時00分～17時00分（2021年現在）

## 施設概要
- 所在地：徳島県阿南市長生町角ノ谷
- 緯度　経度　33.8894252 134.5857639
- 開園時間：9:00-17:00
- 定休日：年中無休
- 駐車場：30台
- おすすめの月：2月上旬～三月上旬
- 大型バス駐車場有り

## 交通
- JR牟岐線阿南駅下車、車で約20分。
- 徳島バス丹生谷線「明谷梅林口」下車、徒歩約30分。